# 祝詞神社
祝詞神社（のりとじんじゃ）は、長崎県佐世保市にある神社である。

## 概要
佐世保市の中北部、大野地域のほぼ中心に鎮座しており、長崎県立佐世保西高等学校の敷地に隣接している。
境内に松浦稲荷神社ほか1社がある。

## 歴史
伝承によれば10世紀後半に相浦川流域を開拓した武辺胤明が川の上流になる柚木地域まで開拓が進んだので、開拓地の中央に位置する現在の鎮座地付近でこれを祝ったことが当社の起源とされる。当初は祝原大明神と称したという。
境内には大野地区開拓千年の記念碑が1978年（昭和53年）に建立されている。

## 例祭
秋の大祭は10月11日。前日の前夜祭と合わせ、地区の祭り「大野まつり」として行われている。

## 祭神
- 祝主命（いわいぬしのみこと）

## 交通
- 松浦鉄道西九州線左石駅下車、徒歩1分。
- 佐世保市営バス「大野車庫前」・西肥バス「西高校入口」バス停または「左石駅前」バス停下車。